# Powiat węgrowski

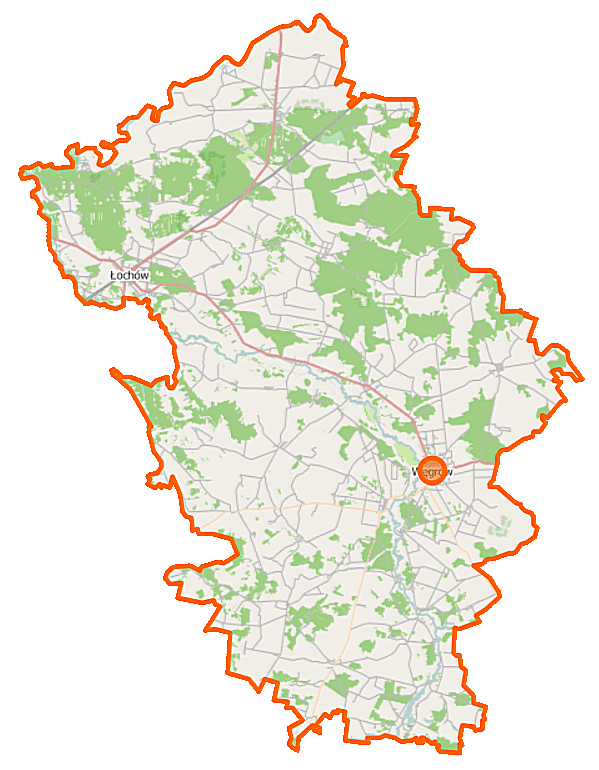
Mapa powiatu

Powiat węgrowski – powiat w Polsce (we wschodniej części województwa mazowieckiego), utworzony w 1999 roku w ramach reformy administracyjnej. Jego siedzibą jest miasto Węgrów.
W skład powiatu wchodzą:
- gminy miejskie: Węgrów
- gminy miejsko-wiejskie: Łochów
- gminy wiejskie: Grębków, Korytnica, Liw, Miedzna, Sadowne, Stoczek, Wierzbno
- miasta; Węgrów, Łochów

Według danych z 31 grudnia 2019 roku powiat zamieszkiwały 65 822 osoby. Natomiast według danych z 30 czerwca 2020 roku powiat zamieszkiwało 65 641 osób.

## Demografia

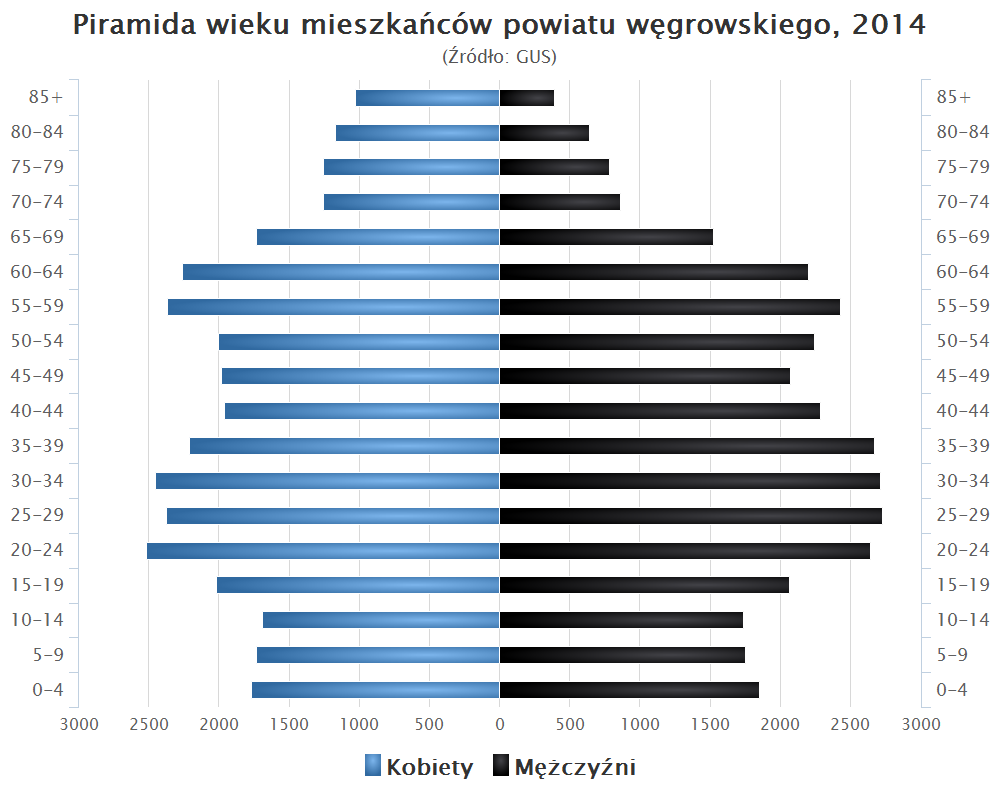
Piramida wieku mieszkańców powiatu węgrowskiego w 2014 roku

Liczba ludności (dane z 30 czerwca 2005):
|        | Ogółem | Ogółem | Kobiety | Kobiety | Mężczyźni | Mężczyźni |
| osób   | %      | osób   | %       | osób    | %         |           |
| ------ | ------ | ------ | ------- | ------- | --------- | --------- |
| Ogółem | 68 105 | 100    | 34 223  | 50,25   | 33 882    | 49,75     |
| Miasto | 18 979 | 27,87  | 9767    | 14,34   | 9212      | 13,53     |
| Wieś   | 49 126 | 72,13  | 24 456  | 35,91   | 24 670    | 36,22     |

▶Wieś vs ▶miasto
Ogółem (▶k, ▶m)
Miasto (▶k, ▶m)
Wieś (▶k, ▶m)

## Sąsiednie powiaty
- powiat wołomiński
- powiat wyszkowski
- powiat ostrowski
- powiat sokołowski
- powiat siedlecki
- powiat miński